# Ann Quin
Ann Quin (Brighton, 17 maart 1936 -  aldaar, 27 augustus 1973) was een Britse schrijfster van experimentele fictie. Ze bracht vier romans voort: Berg (1964), Three (1966), Passages (1969) en Tripticks (1972).
Quin werd geboren in Brighton, Sussex, in een gezin aan de rand van de arbeidersklasse en de lagere middenklasse. Ze werd door haar moeder opgevoed nadat haar vader, voormalig operazanger Nicholas Montague Quin, het gezin had verlaten.
Ze kreeg les op een rooms-katholieke school, het Convent of the Blessed Sacrament in Brighton, tot haar zeventiende. Daarna volgde ze een opleiding tot stenotypiste. Quin werkte aanvankelijk in een advocatenkantoor, maar ging later bij een uitgeverij in dienst als manuscriptlezer en als secretaresse. Na een tijdje verhuisde ze naar naar Soho en legde ze zich toe op het schrijven van romans. 
In 1964-65 had Quin een korte affaire met Henry Williamson, de schrijver van Tarka the Otter. Williamson portretteerde haar als Laura Wissilcraft in zijn roman The Gale of the World.
Begin jaren 1960 had Quin een relatie met de kunstenaar Barrie Bates (pseudoniem: Billy Apple), wiens thesis ze heeft geschreven. Bates verklaarde dat Quin een wilde persoonlijkheid had.
Aan het eind van haar leven leed ze aan psychische problemen waarvoor ze elektroshocktherapie kreeg. Toen ze vanwege haar problemen in het ziekenhuis was opgenomen, werd haar appartement ontruimd, omdat de onderhuurder de huur niet had betaald. Quin overleed hierna door verdrinking nadat ze bij de pier van Brighton de zee was ingelopen.
In 1989 werd de film Killing Dad uitgebracht, met in de hoofdrollen Denholm Elliott en Richard E. Grant. De film is gebaseerd op het boek Berg.
- Bibliothèque nationale de France: cb14067064w (data)
- Gemeinsame Normdatei: 1046292927
- International Standard Name Identifier: 0000 0000 0881 7403
- Library of Congress Control Number: n91008832
- Nederlandse Thesaurus van Auteursnamen: 074265369
- SNAC: w6d34pf6
- Système universitaire de documentation: 030315204
- Virtual International Authority File: 73896286
- WorldCat: E39PBJgtd74Wv6tkkWKXJyBpT3